# Списак основних школа у Златиборском округу
Списак државних основних школа у Златиборском управном округу односно Граду Ужицу, општинама Бајина Башта, Косјерић, Пожега, Чајетина, Ариље, Прибој, Нова Варош, Пријепоље и Сјеница.

## Град Ужице
| Слика | Основна школа                            | Адреса                          | Година оснивања         | Ранији називи | Реф.   |
| ----- | ---------------------------------------- | ------------------------------- | ----------------------- | --- | ------ |
|       | Музичка школа „Војислав Лале Стефановић” | Трг Светог Саве 8, Ужице        | 1977.                   | | [ 1 ]  |
|       | ОШ „Душан Јерковић”                      | Трг Светог Саве 22, Ужице       | пре Првог светског рата | | [ 2 ]  |
|       | ОШ „Миодраг В. Матић”                    | Драгише Лапчевића 1, Ужице      | 1957.                   | | [ 3 ]  |
|       | ОШ „Нада Матић”                          | Хаџи Мелентијева бб, Ужице      | 1955.                   | | [ 4 ]  |
|       | Прва основна школа краља Петра II        | Димитрија Туцовића 171, Ужице   | 1884.                   | Државна народна школа „Краља Петра II” ОШ „Андрија Ђуровић”                                                               | [ 5 ]  |
|       | ОШ „Слободан Секулић”                    | Норвешких интернираца 18, Ужице | 1976.                   | | [ 6 ]  |
|       | ОШ „Стари град”                          | Градска 1, Ужице                | 1965.                   | Од 1965. године школа носи назив Потпуна основна школа                                                                    | [ 7 ]  |
|       | ОШ „Ђура Јакшић”                         | Равни бб, Равни                 | 1899.                   | Од 1957. године, школа у Равнима носи име Манојла Смиљанића до изградње нове школе 1979.                                  | [ 8 ]  |
|       | ОШ „Алекса Дејовић”                      | Хероја Дејовића 121, Севојно    | 1899.                   | У предратном периоду школа је носила име Државна народна школа Живојин Мишић, а своје данашње име добила је 1962. године. | [ 9 ]  |
|       | ОШ „Богосав Јанковић”                    | Кремна бб, Кремна               | 1888.                   | | [ 10 ] |
|       | ОШ „Миодраг Миловановић Луне”            | Каран бб, Каран                 | 1968.                   | | [ 11 ] |

## Општина Бајина Башта
| Слика | Основна школа          | Адреса                            | Година оснивања | Ранији називи | Реф.   |
| ----- | ---------------------- | --------------------------------- | --------------- | --- | ------ |
|       | ОШ "Рајак Павићевић"   | Рајка Павићевића 10, Бајина Башта | 1858.           | До Другог светског рата носила је име „Краљ Петар I Ослободилац”. После Другог светског школа добија данашњи назив. | [ 12 ] |
|       | ОШ „Свети Сава”        | Светосавска 76, Бајина Башта      | 1990.           | Друга основна школа                                                                                                 | [ 13 ] |
|       | ОШ "Душан Јерковић"    | Костојевићи бб, Костојевићи       | 1889.           | | [ 14 ] |
|       | ОШ „Стеван Јоксимовић” | Рогачица бб, Рогачица             |                 | | [ 15 ] |

## Општина Косјерић
| Слика | Основна школа         | Адреса                  | Година оснивања | Ранији називи | Реф.   |
| ----- | --------------------- | ----------------------- | --------------- | ------------- | ------ |
|       | ОШ "Мито Игумановић"  | Светосавска 2, Косјерић | 1845.           |               | [ 16 ] |
|       | ОШ „Јордан Ђукановић” | Варда бб, Варда         |                 |               | [ 17 ] |

## Општина Пожега
| Слика | Основна школа        | Адреса                   | Година оснивања | Ранији називи | Реф.   |
| ----- | -------------------- | ------------------------ | --------------- | --- | ------ |
|       | ОШ "Емилија Остојић" | Књаза Милоша 26, Пожега  | 1911.           | Од 1956. године школа ради као осмољетка која касније добија назив Основна школа. Године 1960. школа се дели на Прву и Другу основну школу да би 1963. добила данашњи назив. | [ 18 ] |
|       | ОШ „Петар Лековић”   | Петра Лековића 1, Пожега | 1960.           | Од 1960. године назив Друга основна школа. Од 1966. године име добија по Петру Лековићу.                                                                                     | [ 19 ] |

## Општина Чајетина
| Слика | Основна школа                 | Адреса                     | Година оснивања | Ранији називи | Реф.   |
| ----- | ----------------------------- | -------------------------- | --------------- | ------------- | ------ |
|       | ОШ "Димитрије Туцовић"        | Сердара Мићића 5, Чајетина | 1887.           |               | [ 20 ] |
|       | ОШ „Миливоје Боровић”         | Мачкат бб, Мачкат          | 1858.           |               | [ 21 ] |
|       | ОШ "Саво Јовановић Сирогојно" | Сирогојно бб, Сирогојно    |                 |               | [ 22 ] |

## Општина Ариље
| Слика | Основна школа                | Адреса                    | Година оснивања | Ранији називи | Реф.   |
| ----- | ---------------------------- | ------------------------- | --------------- | ------------- | ------ |
|       | ОШ "Стеван Чоловић"          | Браће Михајловић 8, Ариље |                 |               | [ 23 ] |
|       | ОШ „Јездимир Трипковић”      | Дивљака бб, Латвица       | 1906.           |               | [ 24 ] |
|       | ОШ "Ратко Јовановић"         | Крушчица бб, Крушчица     | 1922.           |               | [ 25 ] |
|       | ОШ „Светолик Лазаревић Лазо” | Бреково бб, Бреково       |                 |               | [ 26 ] |

## Општина Прибој
| Слика | Основна школа           | Адреса                            | Година оснивања | Ранији називи                                                                                              | Реф.   |
| ----- | ----------------------- | --------------------------------- | --------------- | --- | ------ |
|       | ОШ "Бранко Радичевић"   | 12. јануара 104, Прибој           | 1888.           | | [ 27 ] |
|       | ОШ „Десанка Максимовић” | Лимска 24, Прибој                 | 1988.           | Основана је као Трећа основна школа 1988. године, а од 1993. године носи име песникиње Десанке Максимовић. | [ 28 ] |
|       | ОШ "Вук Караџић"        | Немањина 35, Прибој               | 1957.           | | [ 29 ] |
|       | ОШ „9. мај”             | Саставци бб, Саставци             | 1960.           | | [ 30 ] |
|       | ОШ "Благоје Полић"      | Кратово бб, Кратово               | 1922.           | | [ 31 ] |
|       | ОШ „Никола Тесла”       | Прибојска Бања бб, Прибојска Бања | 1853.           | | [ 32 ] |

## Општина Нова Варош
| Слика | Основна школа               | Адреса                   | Година оснивања | Ранији називи | Реф.   |
| ----- | --------------------------- | ------------------------ | --------------- | --- | ------ |
|       | ОШ "Живко Љуљић"            | Прва Нова 18, Нова Варош | 1945.           | | [ 33 ] |
|       | ОШ "Гојко Друловић"         | Родоиња бб, Радоиња      | 1894.           | | [ 34 ] |
|       | ОШ "Кнезова Рашковића"      | Божетићи бб, Божетићи    | 1988.           | Године 1963. школа је добила назив ОШ „Добривоје Чкоњевић” – Штитково, који остаје све до 2003. године. Од тада носи данашњи назив. | [ 35 ] |
|       | ОШ "Момир Пуцаревић"        | Акмачићи бб, Акмачићи    |                 | | [ 36 ] |
|       | ОШ "Вук Стефановић Караџић" | Јасеново бб, Јасеново    |                 | | [ 37 ] |
|       | ОШ "Добрисав Добрица Рајић" | Бистрица бб, Бистрица    | 1885.           | | [ 38 ] |

## Општина Пријепоље
| Слика | Основна школа              | Адреса                          | Година оснивања | Ранији називи | Реф.   |
| ----- | -------------------------- | ------------------------------- | --------------- | ------------- | ------ |
|       | ОШ "Милосав Стиковић"      | Пионирска 1, Пријепоље          | 1946.           |               | [ 39 ] |
|       | ОШ "Свети Сава"            | Лоле Рибара 78, Пријепоље       |                 |               | [ 40 ] |
|       | ОШ "Владимир Перић Валтер" | Санџачких бригада 13, Пријепоље | 1830.           |               | [ 41 ] |
|       | Основна музичка школа      | Санџачких бригада 2, Пријепоље  |                 |               | [ 42 ] |
|       | ОШ „Светозар Марковић”     | Пионирска 1, Бродарево          |                 |               | [ 43 ] |
|       | ОШ "10. октобар"           | Доње Бабине бб, Доње Бабине     |                 |               | [ 44 ] |
|       | ОШ „Бошко Буха”            | Ивање бб, Ивање                 |                 |               | [ 45 ] |
|       | ОШ „Душан Томашевић Ћирко” | Велика Жупа бб, Велика Жупа     | 1911.           |               | [ 46 ] |
|       | ОШ „Михаило Баковић”       | Сељашница бб, Сељашница         |                 |               | [ 47 ] |

## Општина Сјеница
| Слика | Основна школа             | Адреса                                  | Година оснивања | Ранији називи     | Реф.   |
| ----- | ------------------------- | --------------------------------------- | --------------- | ----------------- | ------ |
|       | ОШ "12. децембар"         | Нова бб, Сјеница                        |                 |                   | [ 48 ] |
|       | ОШ „Светозар Марковић”    | Јаворска 1, Сјеница                     |                 |                   | [ 49 ] |
|       | ОШ "Бранко Радичевић"     | Штаваљ бб, Штаваљ                       | 1893.           |                   | [ 50 ] |
|       | ОШ „Братство јединство”   | Дуга пољана бб, Дуга Пољана             | 1924.           |                   | [ 51 ] |
|       | ОШ "Јован Јовановић Змај" | Раждагиња бб, Раждагиња                 |                 |                   | [ 52 ] |
|       | ОШ „Свети Сава”           | Баре бб, Баре                           | 1962.           | ОШ „29. новембар” | [ 53 ] |
|       | ОШ "Вук Караџић"          | Кладница бб, Кладница                   |                 |                   | [ 54 ] |
|       | ОШ „Рифат Бурџевић Тршо”  | Карајукића Бунари бб, Карајукића Бунари |                 |                   | [ 55 ] |